# Kunta Kinte
Kunta Kinte (Juffure, Gambia; 1750 - Virginia, Estados Unidos; 1810), también conocido como Toby Waller, es un personaje ficticio de la novela Raíces: la saga de una familia estadounidense del autor estadounidense Alex Haley. Según Haley, Kunta Kinte se basaba en uno de sus antepasados: un gambiano que nació en 1750, fue esclavizado y llevado a Estados Unidos donde murió en 1810. Haley dijo que su relato de la vida de Kunta en "Raíces" era una mezcla de hechos y ficción. La medida en que Kunta Kinte se basa en hechos reales es controvertida.
La historia de la vida de Kunta Kinte también figuró en dos series de televisión hechas en los Estados Unidos basadas en el libro: la miniserie de televisión original de 1977, Raíces, y una nueva versión de 2016 del mismo nombre. En la miniserie original, el personaje fue representado como un adolescente por LeVar Burton y como adulto por John Amos. En la miniserie de 2016, Malachi Kirby lo retrata. Además, Burton repitió su papel de Kunta en la película para televisión Roots: The Gift, un cuento ficticio originalmente transmitido durante la temporada navideña de 1988.
Fue un esclavo negro gambiano, el primero de cuatro hijos de Omoro Kinte y Binta Kebba. Kinte era musulmán de la etnia mandinga, perteneciente a la aldea de Juffure, localizada en Gambia, de la que su padre era líder.

## Biografía
Kunta Kinte nació en Juffure, Gambia, en 1750. Sus hermanos fueron Lamin, Suvadu y Madi, hijos de Omoro Kinte y Binta Kebba. Fue capturado por cuatro hombres en 1767 cuando buscaba madera. Sobreviviendo a la travesía del Atlántico a bordo del Lord Ligonnier, fue llevado como esclavo el 29 de septiembre de 1767 a Annapolis, en el estado de Maryland, Estados Unidos, junto a otros 140 hombres bajo el liderazgo del capitán Thomas Davies, y después vendido a John Waller para su plantación en Virginia, siendo su nuevo nombre Toby Waller.
Por sus sucesivos intentos de fuga acabó con un pie cortado y vendido a William Waller, en cuya plantación conoció a Belle Reynolds. Se casó con ella y más tarde, el 12 de septiembre de 1790, tuvieron una hija llamada Kizzy.
Murió a los 60 años en el Condado de Spotsylvania, Virginia, en 1810.

## Árbol genealógico
|        |        |        |        |        |        |       |       |         |         |         |         |         |         |       |       |         |         |         |         |         |         |       |       |        |        |              |              |              |              | Sireng Kinte | Sireng Kinte | Sireng Kinte | Sireng Kinte | Sireng Kinte  | Sireng Kinte  |               |               | Kairaba Kunta Kinte | Kairaba Kunta Kinte | Kairaba Kunta Kinte | Kairaba Kunta Kinte | Kairaba Kunta Kinte | Kairaba Kunta Kinte |             |             | Yaisa Kinte | Yaisa Kinte | Yaisa Kinte | Yaisa Kinte | Yaisa Kinte                       | Yaisa Kinte                       |                                   |                                   |                                   |                                   |              |              |                             |                             |                             |                             |                             |                             |             |             |                      |                      |                      |                      |                      |                      |         |         |         |         |      |      |
|        |        |        |        |        |        |       |       |         |         |         |         |         |         |       |       |         |         |         |         |         |         |       |       |        |        |              |              |              |              | Sireng Kinte | Sireng Kinte | Sireng Kinte | Sireng Kinte | Sireng Kinte  | Sireng Kinte  |               |               | Kairaba Kunta Kinte | Kairaba Kunta Kinte | Kairaba Kunta Kinte | Kairaba Kunta Kinte | Kairaba Kunta Kinte | Kairaba Kunta Kinte |             |             | Yaisa Kinte | Yaisa Kinte | Yaisa Kinte | Yaisa Kinte | Yaisa Kinte                       | Yaisa Kinte                       |                                   |                                   |                                   |                                   |              |              |                             |                             |                             |                             |                             |                             |             |             |                      |                      |                      |                      |                      |                      |         |         |         |         |      |      |
|        |        |        |        |        |        |       |       |         |         |         |         |         |         |       |       |         |         |         |         |         |         |       |       |        |        |              |              |              |              |              |              |              |              |               |               |               |               |                     |                     |                     |                     |                     |                     |             |             |             |             |             |             |                                   |                                   |                                   |                                   |                                   |                                   |              |              |                             |                             |                             |                             |                             |                             |             |             |                      |                      |                      |                      |                      |                      |         |         |         |         |      |      |
|        |        |        |        |        |        |       |       |         |         |         |         |         |         |       |       |         |         |         |         |         |         |       |       |        |        |              |              |              |              |              |              |              |              |               |               |               |               |                     |                     |                     |                     |                     |                     |             |             |             |             |             |             |                                   |                                   |                                   |                                   |                                   |                                   |              |              |                             |                             |                             |                             |                             |                             |             |             |                      |                      |                      |                      |                      |                      |         |         |         |         |      |      |
|        |        |        |        |        |        |       |       |         |         |         |         |         |         |       |       |         |         |         |         |         |         |       |       |        |        | Janneh Kinte | Janneh Kinte | Janneh Kinte | Janneh Kinte | Janneh Kinte | Janneh Kinte |              |              | Saloum Kinte  | Saloum Kinte  | Saloum Kinte  | Saloum Kinte  | Saloum Kinte        | Saloum Kinte        |                     |                     | Omoro Kinte         | Omoro Kinte         | Omoro Kinte | Omoro Kinte | Omoro Kinte | Omoro Kinte |             |             | Binta Kebba                       | Binta Kebba                       | Binta Kebba                       | Binta Kebba                       | Binta Kebba                       | Binta Kebba                       |              |              |                             |                             |                             |                             |                             |                             |             |             |                      |                      |                      |                      |                      |                      |         |         |         |         |      |      |
|        |        |        |        |        |        |       |       |         |         |         |         |         |         |       |       |         |         |         |         |         |         |       |       |        |        | Janneh Kinte | Janneh Kinte | Janneh Kinte | Janneh Kinte | Janneh Kinte | Janneh Kinte |              |              | Saloum Kinte  | Saloum Kinte  | Saloum Kinte  | Saloum Kinte  | Saloum Kinte        | Saloum Kinte        |                     |                     | Omoro Kinte         | Omoro Kinte         | Omoro Kinte | Omoro Kinte | Omoro Kinte | Omoro Kinte |             |             | Binta Kebba                       | Binta Kebba                       | Binta Kebba                       | Binta Kebba                       | Binta Kebba                       | Binta Kebba                       |              |              |                             |                             |                             |                             |                             |                             |             |             |                      |                      |                      |                      |                      |                      |         |         |         |         |      |      |
|        |        |        |        |        |        |       |       |         |         |         |         |         |         |       |       |         |         |         |         |         |         |       |       |        |        |              |              |              |              |              |              |              |              |               |               |               |               |                     |                     |                     |                     |                     |                     |             |             |             |             |             |             |                                   |                                   |                                   |                                   |                                   |                                   |              |              |                             |                             |                             |                             |                             |                             |             |             |                      |                      |                      |                      |                      |                      |         |         |         |         |      |      |
|        |        |        |        |        |        |       |       |         |         |         |         |         |         |       |       |         |         |         |         |         |         |       |       |        |        |              |              |              |              |              |              |              |              |               |               |               |               |                     |                     |                     |                     |                     |                     |             |             |             |             |             |             |                                   |                                   |                                   |                                   |                                   |                                   |              |              |                             |                             |                             |                             |                             |                             |             |             |                      |                      |                      |                      |                      |                      |         |         |         |         |      |      |
|        |        |        |        |        |        |       |       |         |         |         |         |         |         |       |       |         |         |         |         |         |         |       |       |        |        |              |              |              |              | Kunta Kinte  | Kunta Kinte  | Kunta Kinte  | Kunta Kinte  | Kunta Kinte   | Kunta Kinte   |               |               | Bell Waller         | Bell Waller         | Bell Waller         | Bell Waller         | Bell Waller         | Bell Waller         |             |             | Lamin Kinte | Lamin Kinte | Lamin Kinte | Lamin Kinte | Lamin Kinte                       | Lamin Kinte                       |                                   |                                   | Suwadu Kinte                      | Suwadu Kinte                      | Suwadu Kinte | Suwadu Kinte | Suwadu Kinte                | Suwadu Kinte                |                             |                             | Madi Kinte                  | Madi Kinte                  | Madi Kinte  | Madi Kinte  | Madi Kinte           | Madi Kinte           |                      |                      |                      |                      |         |         |         |         |      |      |
|        |        |        |        |        |        |       |       |         |         |         |         |         |         |       |       |         |         |         |         |         |         |       |       |        |        |              |              |              |              | Kunta Kinte  | Kunta Kinte  | Kunta Kinte  | Kunta Kinte  | Kunta Kinte   | Kunta Kinte   |               |               | Bell Waller         | Bell Waller         | Bell Waller         | Bell Waller         | Bell Waller         | Bell Waller         |             |             | Lamin Kinte | Lamin Kinte | Lamin Kinte | Lamin Kinte | Lamin Kinte                       | Lamin Kinte                       |                                   |                                   | Suwadu Kinte                      | Suwadu Kinte                      | Suwadu Kinte | Suwadu Kinte | Suwadu Kinte                | Suwadu Kinte                |                             |                             | Madi Kinte                  | Madi Kinte                  | Madi Kinte  | Madi Kinte  | Madi Kinte           | Madi Kinte           |                      |                      |                      |                      |         |         |         |         |      |      |
|        |        |        |        |        |        |       |       |         |         |         |         |         |         |       |       |         |         |         |         |         |         |       |       |        |        |              |              |              |              |              |              |              |              |               |               |               |               |                     |                     |                     |                     |                     |                     |             |             |             |             |             |             |                                   |                                   |                                   |                                   |                                   |                                   |              |              |                             |                             |                             |                             |                             |                             |             |             |                      |                      |                      |                      |                      |                      |         |         |         |         |      |      |
|        |        |        |        |        |        |       |       |         |         |         |         |         |         |       |       |         |         |         |         |         |         |       |       |        |        | Tom Lea      | Tom Lea      | Tom Lea      | Tom Lea      | Tom Lea      | Tom Lea      |              |              | Kizzy Waller  | Kizzy Waller  | Kizzy Waller  | Kizzy Waller  | Kizzy Waller        | Kizzy Waller        |                     |                     |                     |                     |             |             |             |             |             |             |                                   |                                   |                                   |                                   |                                   |                                   |              |              |                             |                             |                             |                             |                             |                             |             |             |                      |                      |                      |                      |                      |                      |         |         |         |         |      |      |
|        |        |        |        |        |        |       |       |         |         |         |         |         |         |       |       |         |         |         |         |         |         |       |       |        |        | Tom Lea      | Tom Lea      | Tom Lea      | Tom Lea      | Tom Lea      | Tom Lea      |              |              | Kizzy Waller  | Kizzy Waller  | Kizzy Waller  | Kizzy Waller  | Kizzy Waller        | Kizzy Waller        |                     |                     |                     |                     |             |             |             |             |             |             |                                   |                                   |                                   |                                   |                                   |                                   |              |              |                             |                             |                             |                             |                             |                             |             |             |                      |                      |                      |                      |                      |                      |         |         |         |         |      |      |
|        |        |        |        |        |        |       |       |         |         |         |         |         |         |       |       |         |         |         |         |         |         |       |       |        |        |              |              |              |              |              |              |              |              |               |               |               |               |                     |                     |                     |                     |                     |                     |             |             |             |             |             |             |                                   |                                   |                                   |                                   |                                   |                                   |              |              |                             |                             |                             |                             |                             |                             |             |             |                      |                      |                      |                      |                      |                      |         |         |         |         |      |      |
|        |        |        |        |        |        |       |       |         |         |         |         |         |         |       |       |         |         |         |         |         |         |       |       |        |        |              |              |              |              | George Lea   | George Lea   | George Lea   | George Lea   | George Lea    | George Lea    |               |               | Matilda             | Matilda             | Matilda             | Matilda             | Matilda             | Matilda             |             |             |             |             |             |             |                                   |                                   |                                   |                                   |                                   |                                   |              |              |                             |                             |                             |                             |                             |                             |             |             |                      |                      |                      |                      |                      |                      |         |         |         |         |      |      |
|        |        |        |        |        |        |       |       |         |         |         |         |         |         |       |       |         |         |         |         |         |         |       |       |        |        |              |              |              |              | George Lea   | George Lea   | George Lea   | George Lea   | George Lea    | George Lea    |               |               | Matilda             | Matilda             | Matilda             | Matilda             | Matilda             | Matilda             |             |             |             |             |             |             |                                   |                                   |                                   |                                   |                                   |                                   |              |              |                             |                             |                             |                             |                             |                             |             |             |                      |                      |                      |                      |                      |                      |         |         |         |         |      |      |
|        |        |        |        |        |        |       |       |         |         |         |         |         |         |       |       |         |         |         |         |         |         |       |       |        |        |              |              |              |              |              |              |              |              |               |               |               |               |                     |                     |                     |                     |                     |                     |             |             |             |             |             |             |                                   |                                   |                                   |                                   |                                   |                                   |              |              |                             |                             |                             |                             |                             |                             |             |             |                      |                      |                      |                      |                      |                      |         |         |         |         |      |      |
|        |        |        |        |        |        |       |       |         |         |         |         |         |         |       |       |         |         |         |         |         |         |       |       |        |        |              |              |              |              |              |              |              |              |               |               |               |               |                     |                     |                     |                     |                     |                     |             |             |             |             |             |             |                                   |                                   |                                   |                                   |                                   |                                   |              |              |                             |                             |                             |                             |                             |                             |             |             |                      |                      |                      |                      |                      |                      |         |         |         |         |      |      |
| Virgil | Virgil | Virgil | Virgil | Virgil | Virgil |       |       | Lily Su | Lily Su | Lily Su | Lily Su | Lily Su | Lily Su |       |       | Ashford | Ashford | Ashford | Ashford | Ashford | Ashford |       |       | George | George | George       | George       | George       | George       |              |              | Tom Murray   | Tom Murray   | Tom Murray    | Tom Murray    | Tom Murray    | Tom Murray    |                     |                     | Irene               | Irene               | Irene               | Irene               | Irene       | Irene       |             |             | James       | James       | James                             | James                             | James                             | James                             |                                   |                                   | Louis        | Louis        | Louis                       | Louis                       | Louis                       | Louis                       |                             |                             | Kizzy       | Kizzy       | Kizzy                | Kizzy                | Kizzy                | Kizzy                |                      |                      | Mary    | Mary    | Mary    | Mary    | Mary | Mary |
| Virgil | Virgil | Virgil | Virgil | Virgil | Virgil |       |       | Lily Su | Lily Su | Lily Su | Lily Su | Lily Su | Lily Su |       |       | Ashford | Ashford | Ashford | Ashford | Ashford | Ashford |       |       | George | George | George       | George       | George       | George       |              |              | Tom Murray   | Tom Murray   | Tom Murray    | Tom Murray    | Tom Murray    | Tom Murray    |                     |                     | Irene               | Irene               | Irene               | Irene               | Irene       | Irene       |             |             | James       | James       | James                             | James                             | James                             | James                             |                                   |                                   | Louis        | Louis        | Louis                       | Louis                       | Louis                       | Louis                       |                             |                             | Kizzy       | Kizzy       | Kizzy                | Kizzy                | Kizzy                | Kizzy                |                      |                      | Mary    | Mary    | Mary    | Mary    | Mary | Mary |
|        |        |        |        |        |        |       |       |         |         |         |         |         |         |       |       |         |         |         |         |         |         |       |       |        |        |              |              |              |              |              |              |              |              |               |               |               |               |                     |                     |                     |                     |                     |                     |             |             |             |             |             |             |                                   |                                   |                                   |                                   |                                   |                                   |              |              |                             |                             |                             |                             |                             |                             |             |             |                      |                      |                      |                      |                      |                      |         |         |         |         |      |      |
|        |        |        |        |        |        |       |       |         |         |         |         |         |         |       |       |         |         |         |         |         |         |       |       |        |        |              |              |              |              |              |              |              |              |               |               |               |               |                     |                     |                     |                     |                     |                     |             |             |             |             |             |             |                                   |                                   |                                   |                                   |                                   |                                   |              |              |                             |                             |                             |                             |                             |                             |             |             |                      |                      |                      |                      |                      |                      |         |         |         |         |      |      |
|        |        |        |        | Uriah  | Uriah  | Uriah | Uriah | Uriah   | Uriah   |         |         |         |         | Maria | Maria | Maria   | Maria   | Maria   | Maria   |         |         | Ellen | Ellen | Ellen  | Ellen  | Ellen        | Ellen        |              |              | Wini         | Wini         | Wini         | Wini         | Wini          | Wini          |               |               | Matilda             | Matilda             | Matilda             | Matilda             | Matilda             | Matilda             |             |             | Elizabeth   | Elizabeth   | Elizabeth   | Elizabeth   | Elizabeth                         | Elizabeth                         |                                   |                                   | Tom                               | Tom                               | Tom          | Tom          | Tom                         | Tom                         |                             |                             | Will Palmer                 | Will Palmer                 | Will Palmer | Will Palmer | Will Palmer          | Will Palmer          |                      |                      | Cinthya              | Cinthya              | Cinthya | Cinthya | Cinthya | Cinthya |      |      |
|        |        |        |        | Uriah  | Uriah  | Uriah | Uriah | Uriah   | Uriah   |         |         |         |         | Maria | Maria | Maria   | Maria   | Maria   | Maria   |         |         | Ellen | Ellen | Ellen  | Ellen  | Ellen        | Ellen        |              |              | Wini         | Wini         | Wini         | Wini         | Wini          | Wini          |               |               | Matilda             | Matilda             | Matilda             | Matilda             | Matilda             | Matilda             |             |             | Elizabeth   | Elizabeth   | Elizabeth   | Elizabeth   | Elizabeth                         | Elizabeth                         |                                   |                                   | Tom                               | Tom                               | Tom          | Tom          | Tom                         | Tom                         |                             |                             | Will Palmer                 | Will Palmer                 | Will Palmer | Will Palmer | Will Palmer          | Will Palmer          |                      |                      | Cinthya              | Cinthya              | Cinthya | Cinthya | Cinthya | Cinthya |      |      |
|        |        |        |        |        |        |       |       |         |         |         |         |         |         |       |       |         |         |         |         |         |         |       |       |        |        |              |              |              |              |              |              |              |              |               |               |               |               |                     |                     |                     |                     |                     |                     |             |             |             |             |             |             |                                   |                                   |                                   |                                   |                                   |                                   |              |              |                             |                             |                             |                             |                             |                             |             |             |                      |                      |                      |                      |                      |                      |         |         |         |         |      |      |
|        |        |        |        |        |        |       |       |         |         |         |         |         |         |       |       |         |         |         |         |         |         |       |       |        |        |              |              |              |              |              |              |              |              | Zeona Hatcher | Zeona Hatcher | Zeona Hatcher | Zeona Hatcher | Zeona Hatcher       | Zeona Hatcher       |                     |                     |                     |                     |             |             |             |             |             |             | Simon Alexander Haley (1892-1973) | Simon Alexander Haley (1892-1973) | Simon Alexander Haley (1892-1973) | Simon Alexander Haley (1892-1973) | Simon Alexander Haley (1892-1973) | Simon Alexander Haley (1892-1973) |              |              |                             |                             |                             |                             |                             |                             |             |             | Bertha George Palmer | Bertha George Palmer | Bertha George Palmer | Bertha George Palmer | Bertha George Palmer | Bertha George Palmer |         |         |         |         |      |      |
|        |        |        |        |        |        |       |       |         |         |         |         |         |         |       |       |         |         |         |         |         |         |       |       |        |        |              |              |              |              |              |              |              |              | Zeona Hatcher | Zeona Hatcher | Zeona Hatcher | Zeona Hatcher | Zeona Hatcher       | Zeona Hatcher       |                     |                     |                     |                     |             |             |             |             |             |             | Simon Alexander Haley (1892-1973) | Simon Alexander Haley (1892-1973) | Simon Alexander Haley (1892-1973) | Simon Alexander Haley (1892-1973) | Simon Alexander Haley (1892-1973) | Simon Alexander Haley (1892-1973) |              |              |                             |                             |                             |                             |                             |                             |             |             | Bertha George Palmer | Bertha George Palmer | Bertha George Palmer | Bertha George Palmer | Bertha George Palmer | Bertha George Palmer |         |         |         |         |      |      |
|        |        |        |        |        |        |       |       |         |         |         |         |         |         |       |       |         |         |         |         |         |         |       |       |        |        |              |              |              |              |              |              |              |              |               |               |               |               |                     |                     |                     |                     |                     |                     |             |             |             |             |             |             |                                   |                                   |                                   |                                   |                                   |                                   |              |              |                             |                             |                             |                             |                             |                             |             |             |                      |                      |                      |                      |                      |                      |         |         |         |         |      |      |
|        |        |        |        |        |        |       |       |         |         |         |         |         |         |       |       |         |         |         |         |         |         |       |       |        |        |              |              |              |              |              |              |              |              |               |               |               |               |                     |                     |                     |                     |                     |                     |             |             |             |             |             |             |                                   |                                   |                                   |                                   |                                   |                                   |              |              |                             |                             |                             |                             |                             |                             |             |             |                      |                      |                      |                      |                      |                      |         |         |         |         |      |      |
|        |        |        |        |        |        |       |       |         |         |         |         |         |         |       |       |         |         |         |         |         |         |       |       |        |        |              |              |              |              |              |              |              |              |               |               |               |               |                     |                     |                     |                     | Lois Haley          | Lois Haley          | Lois Haley  | Lois Haley  | Lois Haley  | Lois Haley  |             |             | Alex Haley (1921-1992) autor      | Alex Haley (1921-1992) autor      | Alex Haley (1921-1992) autor      | Alex Haley (1921-1992) autor      | Alex Haley (1921-1992) autor      | Alex Haley (1921-1992) autor      |              |              | George W. Haley (1925-2015) | George W. Haley (1925-2015) | George W. Haley (1925-2015) | George W. Haley (1925-2015) | George W. Haley (1925-2015) | George W. Haley (1925-2015) |             |             | Julius               | Julius               | Julius               | Julius               | Julius               | Julius               |         |         |         |         |      |      |

### Descendencia
Kunta Kinte se casó con Belle Reynolds, con quien tuvo una hija el 12 de septiembre de 1790.
- Kizzy Reynolds (1790-1858) tiene un hijo con Thomas Lea, llamado George Lea, quien se casa con Matilda Mac-Gregor.[3]

## Monumento
En Annápolis, Maryland, se construyó un monumento en honor a Kunta Kinte en 1981. Es uno de los pocos monumentos del mundo que llevan el nombre de un hombre que fue esclavizado africano y cimarrón. Otros ejemplos de estatuas de esclavos son las de Zumbi (del Quilombo de Palmares, en Brasil), quien fue el líder de las rebeliones de esclavos negros; la de Bussa, en Barbados; la de Juan Sebastián Lemba ubicada en Santo Domingo; la de Benkos Biohó ubicada en Colombia; y la del esclavo Gaspar Yanga (Veracruz, México), fundador de la ciudad de Yanga, Veracruz, el primer pueblo de esclavos liberados en América (fundado en 1570, reconocido por la Corona Española en 1610). En un conjunto de cuatro estatuas de bronce en tamaño natural, el monumento a Kunta Kinte muestra a Alex Haley con un libro en el regazo, contando la historia de su familia a niños de tres etnias diferentes. Acompañan decoraciones de granito y placas de bronce.
En un notorio incidente, una placa de bronce del monumento original fue robada antes de las 48 horas de su inauguración en 1981. En el lugar había una nota que decía: «Ha sido patrocinado [o tratado con condescendencia] por el Ku Klux Klan». El bronce nunca se recuperó y fue reemplazado dos meses después con fondos de los residentes de Annapolis. Esta segunda placa también fue robada.

## Cultura actual
Kunta Kinte es el personaje central de la novela Raíces, de Alex Haley, como así también de las adaptaciones a películas y series de televisión del mismo nombre. En la serie de televisión Raíces (conocida en Latinoamérica como Kunta Kinte) fue interpretado por dos actores: en su versión joven por LeVar Burton y en su versión anciana por John Amos.
Hay una canción de Kendrick Lamar titulada "King Kunta", y también un famoso dub de Augustus Pablo, "Kunta Kinte".

## En la cultura popular
La canción de 2015 de Kendrick Lamar "King Kunta" está inspirada en Kunta Kinte.
El atleta Colin Kaepernick llevó una camiseta negra con el nombre "de Kunta Kinte" en blanco a su controvertida prueba de la NFL. En la interpretación de CNN, "Kaepernick pareció usar la referencia para hacer una declaración: no cambiará quién es para apaciguar a los poderes fácticos".
La canción El Blues del Esclavo del grupo Mecano lo menciona dentro de la letra.